# Урин, Валерий Григорьевич
Вале́рий Григо́рьевич У́рин (10 августа 1934, Свердловск, СССР — 23 января 2023) — советский футболист, нападающий, футбольный тренер. Мастер спорта (1959).

## Карьера

### Клубная
Выступления начал в командах города Кирова — «Пищевик» (1949—1953) и «Динамо» (1953—1955). 6 сезонов, в 1955—1961 годах, играл в классе «А» за московское «Динамо». Затем был в минской «Беларуси» (1962), рижской «Даугаве» (1963), запорожском «Металлурге» (1964). Выступления в командах мастеров закончил в 1965—1968 годах в «Химике» из Салавата.

### В сборной
В 1958—1959 годах провёл два матча за олимпийскую сборную СССР, в которых забил один мяч, и две игры за главную сборную.

### Тренерская
Тренировал армейскую команду в ГДР. Работал начальником команд «Динамо» из Махачкалы и «Автомобилист» из Красноярска. Был тренером Олега Романцева и Александра Тарханова. Впоследствии работал старшим тренером в спортивной школе «Трудовые резервы» Москва.

## Достижения
- Чемпион СССР (2): 1957, 1959.
- В списке 33 лучших футболистов сезона (2): 1958 — № 3, 1959 — № 2